# Ермия (река)
Ермия — река в России, протекает в Чернушинском и Бардымском районах Пермского края. Устье реки находится в 79 км по левому берегу реки Тулва. Длина реки составляет 23 км, площадь водосборного бассейна 122 км².
Исток реки в южной части Тулвинской возвышенности западнее горы Капканская (393 м НУМ) в 4 км к востоку от села Ермия. Река от истока течёт на запад, затем поворачивает на северо-запад. Верхнее течение проходит по Чернушинскому району, нижнее — по Бардымскому. Протекает село Ермия (Чернушинский район) и село Танып (Бардымский район). Притоки — Белянка, Болончатка, Ольховка, Опалишна, Карашай, Мингарда (левые); Кутанишка, Сулейман-Наряд (правые). Впадает в Тулву у северу от села Танып. Ширина реки у устья 10 метров, скорость течения — 0,4 м/с.

## Данные водного реестра
По данным государственного водного реестра России относится к Камскому бассейновому округу, водохозяйственный участок реки — Кама от Камского гидроузла до Воткинского гидроузла, речной подбассейн реки — бассейны притоков Камы до впадения Белой. Речной бассейн реки — Кама.
Код объекта в государственном водном реестре — 10010101012111100014684.